# Frederick Augustus Abel
Frederick Augustus Abel (Londres, 17 de julho de 1827 — Londres, 6 de setembro de 1902) foi um químico inglês, reconhecido como a principal autoridade britânica em explosivos. É mais conhecido pela invenção da cordite como substituto da pólvora em armas de fogo.

## Educação
Nascido em Londres como filho de Johann Leopold Abel, Abel estudou química na Royal Polytechnic Institution e em 1845 tornou-se um dos 26 alunos originais de AW von Hofmann no Royal College of Chemistry. Em 1852 ele foi nomeado professor de química na Royal Military Academy, Woolwich, sucedendo Michael Faraday, que ocupava o cargo desde 1829.

## Início de carreira
De 1854 a 1888 Abel serviu como químico de munições no Estabelecimento Químico do Arsenal Real em Woolwich, estabelecendo-se como a principal autoridade britânica em explosivos. Três anos depois, foi nomeado químico do Departamento de Guerra e árbitro químico do governo. Durante a sua gestão neste cargo, que durou até 1888, desenvolveu uma grande quantidade de trabalhos relacionados com a química de explosivos.

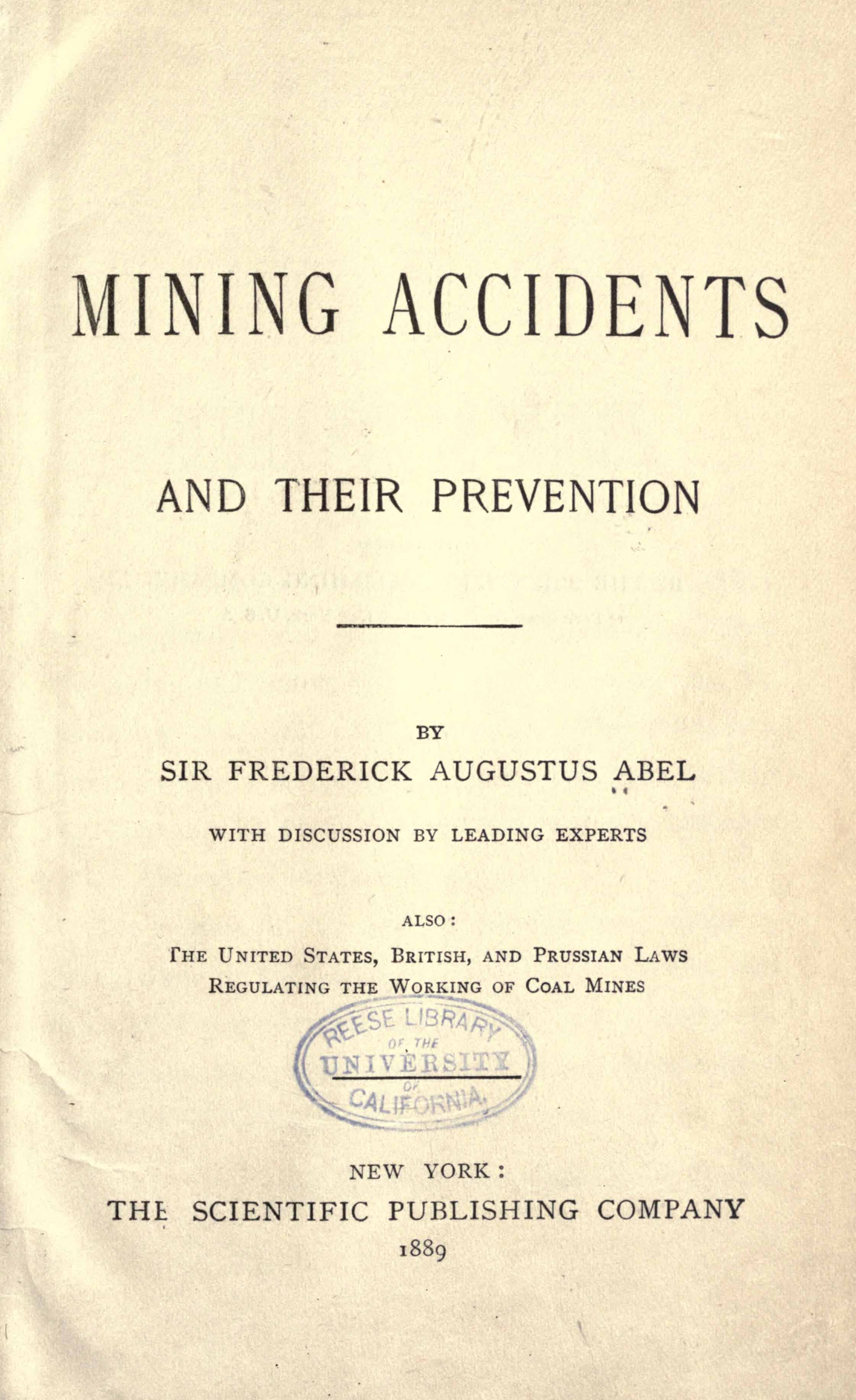
Acidentes de mineração e sua prevenção, 1889

## Trabalho notável
Uma das mais importantes de suas investigações tinha a ver com a fabricação de trinitrocelulose. Ele e James Dewar foram processados sem sucesso por Alfred Nobel por violação da patente para um explosivo semelhante chamado balistita, o caso finalmente sendo resolvido na Câmara dos Lordes em 1895. Ele também pesquisou extensivamente o comportamento da pólvora negra quando inflamado, com o físico escocês Sir Andrew Noble. A pedido do governo britânico, ele idealizou o teste de Abel, um meio de determinar o ponto de fulgor de produtos petrolíferos. Seu primeiro instrumento, o aparelho de teste aberto, foi especificado em uma Lei do Parlamento em 1868 para especificar oficialmente o produtos de petróleo. Foi substituído em agosto de 1879 pelo muito mais confiável instrumento de teste aproximado Abel. Sob sua liderança, primeiro, o trinitrocelulose foi desenvolvido em Waltham Abbey Royal Gunpowder Mills, patenteado em 1865, então, o propelente cordite, patenteado em 1889. Na eletricidade, Abel estudou a construção de fusíveis elétricos e outras aplicações da eletricidade para a guerra finalidades.

## Livros
- Handbook of Chemistry (com C. L. Bloxam)
- The Modern History of Gunpowder (1866)[2]
- Gun-cotton (1866)[2]
- On Explosive Agents (1872)[2]
- Researches in Explosives (1875)[2]
- Mining accidents and their prevention (1889)
- Electricity applied to Explosive Purposes (1898)[2]

Ele também escreveu vários artigos na nona edição da Encyclopædia Britannica.